# Pseudochthonius heterodentatus
Pseudochthonius heterodentatus är en spindeldjursart som beskrevs av Clarence Clayton Hoff 1946. Pseudochthonius heterodentatus ingår i släktet Pseudochthonius och familjen käkklokrypare. Inga underarter finns listade i Catalogue of Life.